# Espadanedo (Macedo de Cavaleiros)
Espadanedo is een plaats (freguesia) in de Portugese gemeente Macedo de Cavaleiros en telt 194 inwoners (2001).